# Verktygsstål
Verktygsstål, grupp av stål avsett för tillverkning av verktyg för till exempel skärande bearbetning (exempelvis filar och svarvstål) eller formande bearbetning (ex. pressverktyg och valsar). 
Vanligen har verktygsstål höga kolhalter, runt 1 %. Ett antal tillsatser används för att påverka materialets egenskaper. Exempelvis tillsätts volfram och vanadin för att förbättra eggskärpan.
Verktygsstål indelas i kolstål och legerat stål. Till den senare sorten hör snabbstål som intar en särställning på grund av hög hårdhet och nötningsbeständighet vid höga temperaturer, vilket gör att det lämpar sig väl för skärande bearbetning. 
Vanliga krav på verktygsstål är hårdhet, slitstyrka, seghet och eggskärpa. Detta uppnås genom upphettning och snabbkylning, härdning samt efterföljande värmebehandling.
Efter användningsområdet indelas verktygsstålen ofta i varmarbetsstål, kallarbetsstål eller plastformstål.